# (5995) Saint-Aignan
(5995) Saint-Aignan es un asteroide perteneciente al cinturón de asteroides, región del sistema solar que se encuentra entre las órbitas de Marte y Júpiter, descubierto el 20 de febrero de 1982 por Edward Bowell desde la Estación Anderson Mesa (condado de Coconino, cerca de Flagstaff, Arizona, Estados Unidos).

## Designación y nombre
Designado provisionalmente como 1982 DK. Fue nombrado Saint-Aignan en homenaje a Charles P. de Saint-Aignan con motivo de su vigésimo cumpleaños, el 16 de febrero de 1997. Durante dos temporadas como estudiante de verano del descubridor, de Saint-Aignan trabajó en la medición de posiciones menores en el planeta para mejorar la órbita. También ha trabajado en el Minor Planet Center y actualmente es estudiante en la Universidad de Brown.

## Características orbitales
Saint-Aignan está situado a una distancia media del Sol de 2,592 ua, pudiendo alejarse hasta 3,272 ua y acercarse hasta 1,912 ua. Su excentricidad es 0,262 y la inclinación orbital 12,23 grados. Emplea 1524,58 días en completar una órbita alrededor del Sol.

## Características físicas
La magnitud absoluta de Saint-Aignan es 13. Tiene 7,828 km de diámetro y su albedo se estima en 0,199. 